# Не та людина
«Не та людина» (англ. The Wrong Man) — американська кримінальна драма-нуар Альфреда Гічкока, заснована на реальних подіях, описаних у новелі Максвелла Андерсона «Правдива історія Крістофера Еммануеля Балєстреро» (англ. The True Story of Christopher Emmanuel Balestrero).

## Сюжет
Крістофер «Менні» Балєстреро грає на контрабасі в клубі «Сток». Крім того часто робить ставки на коней на сторінках спортивної газети, але, незважаючи на скромний дохід від роботи контрабасистом в ансамблі, він не наважується зробити ставку «справжніми» грошима.
Дружина Менні, Роуз, не може спати через сильний зубний біль. Лікування у стоматолога коштує близько 300 доларів, тому вона не може собі його дозволити із скромною зарплатю Крістофера, тим більше що у них двоє маленьких синів.
Менні вирішує закласти страховий поліс дружини і йде в страхове агентство. Співробітниці агентства впізнають у ньому злочинця, що пограбував їх напередодні, і повідомляють в поліцію. Незабаром Крістофера затримують по дорозі додому, не дозволяючи нічого повідомити рідним.
Слідчі вирішують по черзі відвідати всі магазини, в пограбуванні яких підозрюється Балєстреро, і, таким чином, провести впізнання. Після цього Менні допитують в поліцейській дільниці. В ході допиту слідчі просять Крістофера написати текст, який писав грабіжник друкованими літерами в записці. Менні не лише має схожу манеру письма, але і робить таку ж орфографічну помилку: замість слова «drawer» пише «draw». Після впізнання свідками у дільниці у Менні знімають відбитки пальців, фотографують і садять в камеру.

## У ролях
- Генрі Фонда — Крістофера Еммануеля «Менні» Балєстреро
- Вера Майлз — Роуз Балестреро
- Ентоні Куейл — Френк Д. О'Коннор
- Гарольд Дж. Стоун — лейтенант Бауерс
- Чарльз Купер — детектив Метьюз
- Джон Хелдебранд — Томазіні
- Естер Мінчотті — мама Балестреро
- Дорін Ленг — Енн Джеймс

## Художні особливості
«Не та людина» — один з найбільш похмурих фільмів Альфреда Гічкока, багато в чому відмінний від традиційної стилістики режисера.
Гнітюча атмосфера безвиході підкреслюється музикою Бернарда Германна. Гічкок виснажує глядача докладно описуючи окремі епізоди оповідання (епізод порівняння почерку, епізоди в суді) і нагнітаючи атмосферу безнадії.
У фільмі присутні нехарактерні для Гічкока християнські мотиви: почуття провини за ближнього, спокута, розп'яття на дерев'яній вервиці, молитви, ікони. Загальний настрій картини можна назвати кафкіанським.
У картині присутні багато елементів фільму-нуар. Розвиток сюжету будується на звинуваченні в злочині, головний герой одягнений у темний плащ і капелюх, вся дія відбувається в міських декораціях, присутня похмура, гнітюча атмосфера, оператор домагається контрастного зображення в темних тонах.

## Цікаві факти
- Прем'єра фільму відбулася 22 грудня 1956 року в Нью-Йорку.
- Віра Майлз зіграла в двох фільмах у Гічкока: «Психо» і у фільмі «Не та людина». Гічкок хотів зняти її в «Запамороченні», але Майлз в цей же час вийшла заміж і з вагітністю не змогла взяти участь у зйомках.
- Фільм заснований на відомомій нью-йоркській кримінальній справі контрабасиста з Квінса, заарештованого 13 січня 1953 року, про якого Гічкок прочитав у журналі Life. У фільмі Гічкок навмисно опускає деякі деталі цієї справи, які свідчать про невинуватість підозрюваного.
- «Той чоловік» (справжній злочинець) кілька разів з'являється в кадрі: за межами клубу «Сток», в пасажі Віктора Мура і неподалік від винного магазину, біля якого поліція затримує Менні.
- Пасаж Віктора Мура був зруйнований в кінці 1990-х для будівництва нової транспортної розв'язки.
- «Не та людина» — єдиний фільм Гічкока, в якому можна почути його голос (у монолозі на початку фільму).
- У фільмі можна помітити неточність: коли Менні проходить по тюремного коридору на подушці в камері нічого немає. В наступний момент, коли він виявляється в камері, на подушці з'являється кухоль.